# Municipio de Verdigris (condado de Holt)
El municipio de Verdigris (en inglés: Verdigris Township) es un municipio ubicado en el condado de Holt en el estado estadounidense de Nebraska. En el año 2010 tenía una población de 307 habitantes y una densidad poblacional de 2,2 personas por km².

## Geografía
El municipio de Verdigris se encuentra ubicado en las coordenadas 42°23′19″N 98°23′12″O / 42.38861, -98.38667. Según la Oficina del Censo de los Estados Unidos, el municipio tiene una superficie total de 139.32 km², de la cual 139,29 km² corresponden a tierra firme y (0,02 %) 0,03 km² es agua.

## Demografía
Según el censo de 2010, había 307 personas residiendo en el municipio de Verdigris. La densidad de población era de 2,2 hab./km². De los 307 habitantes, el municipio de Verdigris estaba compuesto por el 98,7 % blancos, el 0,65 % eran amerindios, el 0,65 % eran asiáticos. Del total de la población el 0 % eran hispanos o latinos de cualquier raza.